# Herb rejonu mohylewskiego
Herb rejonu mohylewskiego – jeden z symboli rejonu mohylewskiego ustanowiony dekretem prezydenta Republiki Białorusi Alaksandra Łukaszenki z dnia 18 kwietnia 2019.

## Opis herbu
Tarcza Waregów przecięta dwoma falistymi pasami: górnym srebrnym i dolnym zielonym. Górny pas stanowi 1/2 szerokości dolnego. W górnym polu na niebieskim tle widnieje postać srebrnego rycerza trzymającego w dłoni srebrny miecz. W dolnym polu na srebrnym tle znajdują się trzy kwiaty lnu.

## Znaczenie
Rycerz nawiązuje do herbu Mohylewa. Len jest jedną z roślin uprawianych w rejonie i symbolizuje pracę, cierpliwość i kreatywność. Zielony pas symbolizuje pola i lasy regionu, a srebrny Dniepr - największą rzekę przepływającą przez region.